# مجلس نواب نيومكسيكو
مجلس نواب نيومكسيكو (بالإنجليزية: New Mexico House of Representatives)‏ هو مجلس النواب التشريعي لولاية نيومكسيكو الأمريكية، يقع المقر الرئيسي له في سانتا فيه، نيومكسيكو، وهو المجلس الأدنى في.